# Przemocze
Przemocze (niem. Priemhausen) – wieś w Polsce, położona w województwie zachodniopomorskim, w powiecie goleniowskim, w gminie Maszewo.
Pierwsza w udokumentowana wzmianka o wsi Premuze pochodzi z 1269. W 1906 spłonęła duża część wsi wraz z charakterystycznymi dla jej zabudowy domami szczytowymi. Po 1945 we wsi mieszkali rolnicy indywidualni. 
W latach 1975–1998 miejscowość administracyjnie należała do województwa szczecińskiego. Wg danych GUS w 2011 we wsi mieszkało 393 osób, z czego 49,6% stanowiły kobiety, a 50,4% mężczyźni. W latach 1998–2011 liczba mieszkańców wzrosła o 9,8%.
Przez wieś przebiega droga wojewódzka nr 141.
We wsi gotycki kościół murowany z XV w. z potężną wieżą z kamienia i cegły, w górnej partii zdobioną blendami zakończoną drewnianą nastawą ze strzelistą iglicą pokrytą łupkiem. Charakterystyczne profilowane uskokami wysokie okna nawy. Drewniana, górna część wieży z hełmem pochodzi z XIX wieku. Usytuowany jest na  nawsiu, otoczony kamiennym murkiem, dawniej okalającym cmentarz przykościelny. Od końca XVI wieku przy kościele działała szkoła.

## Galeria

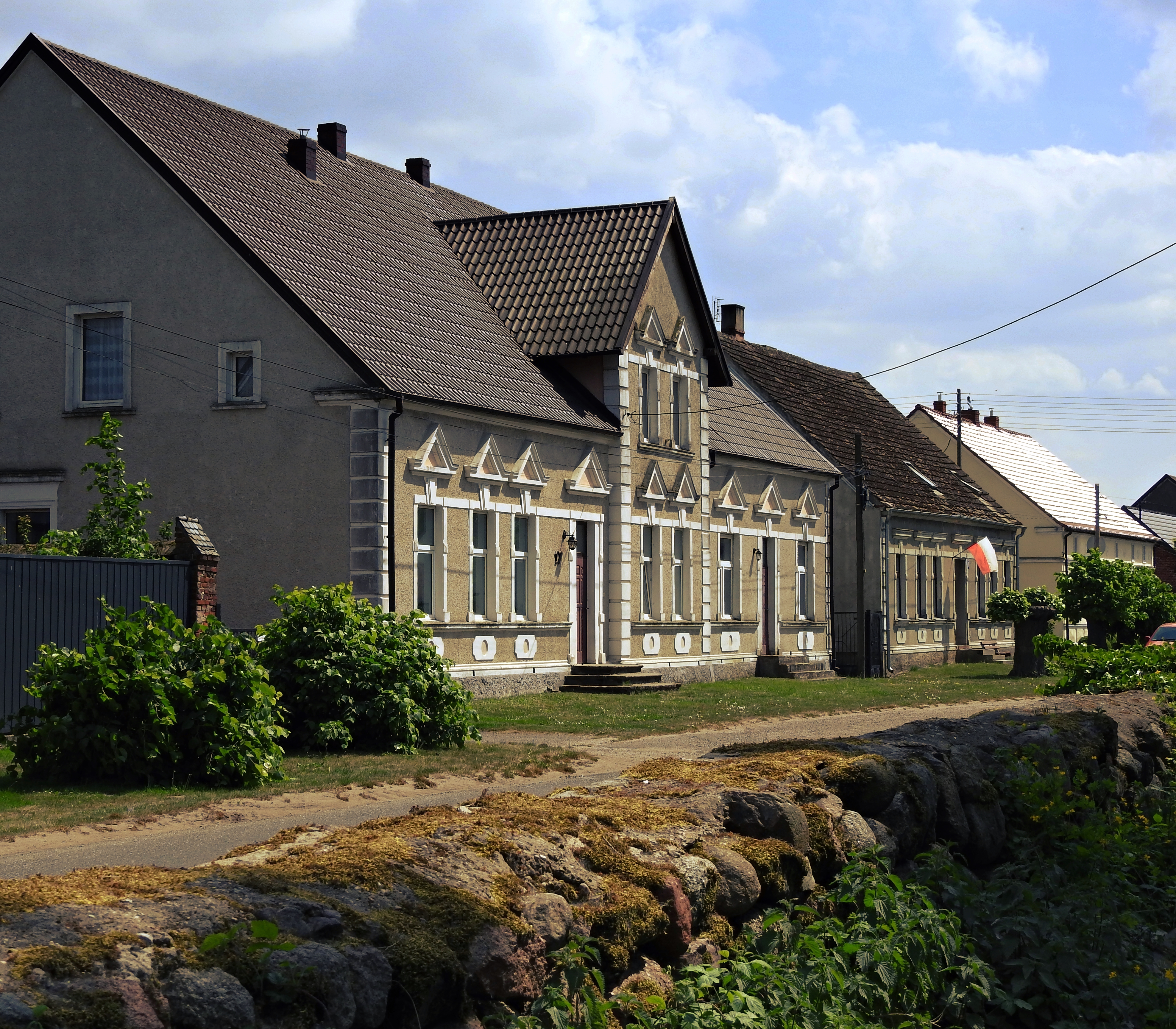
Domy we wsi Przemocze
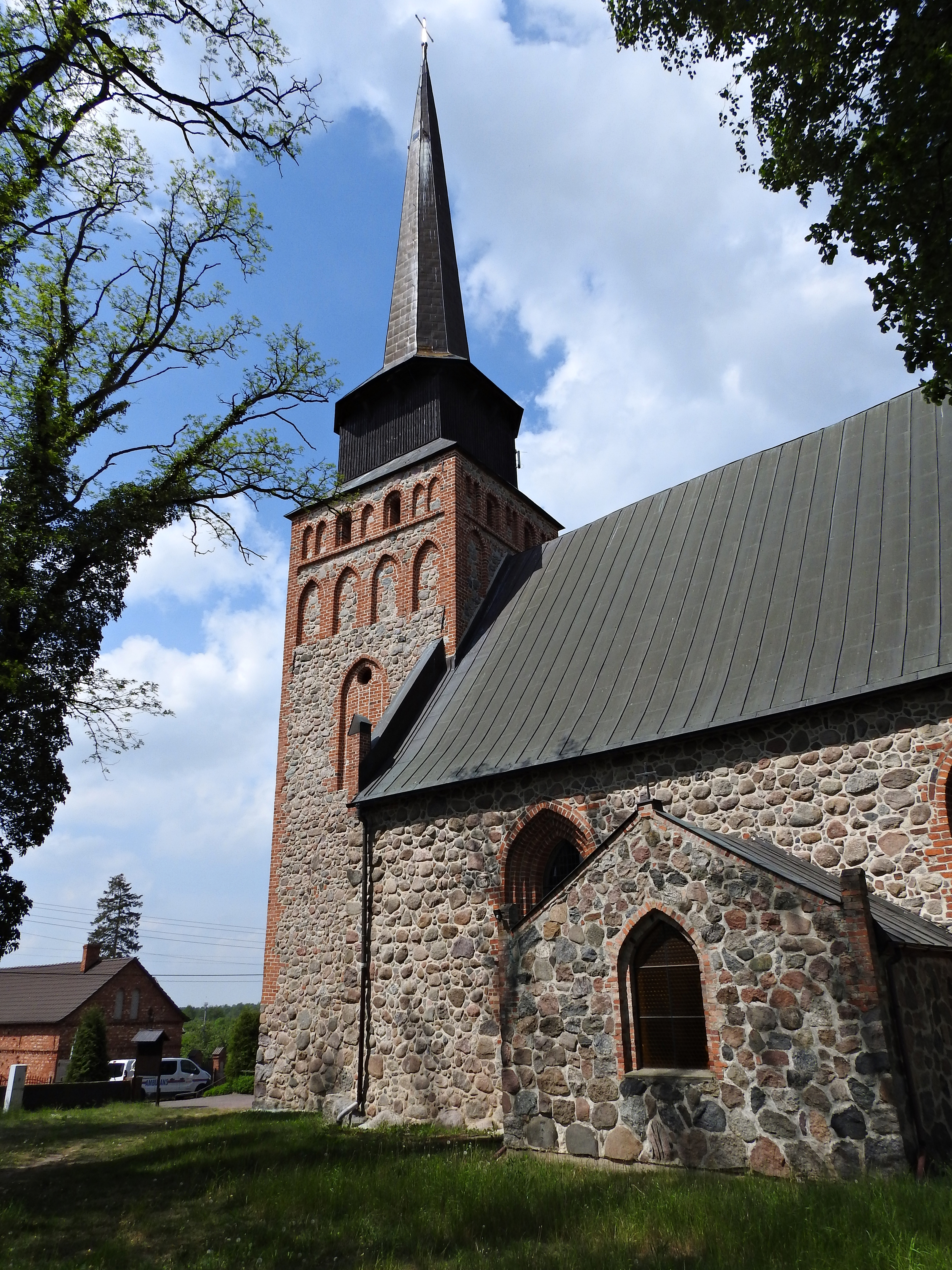
Kościół w Przemoczu
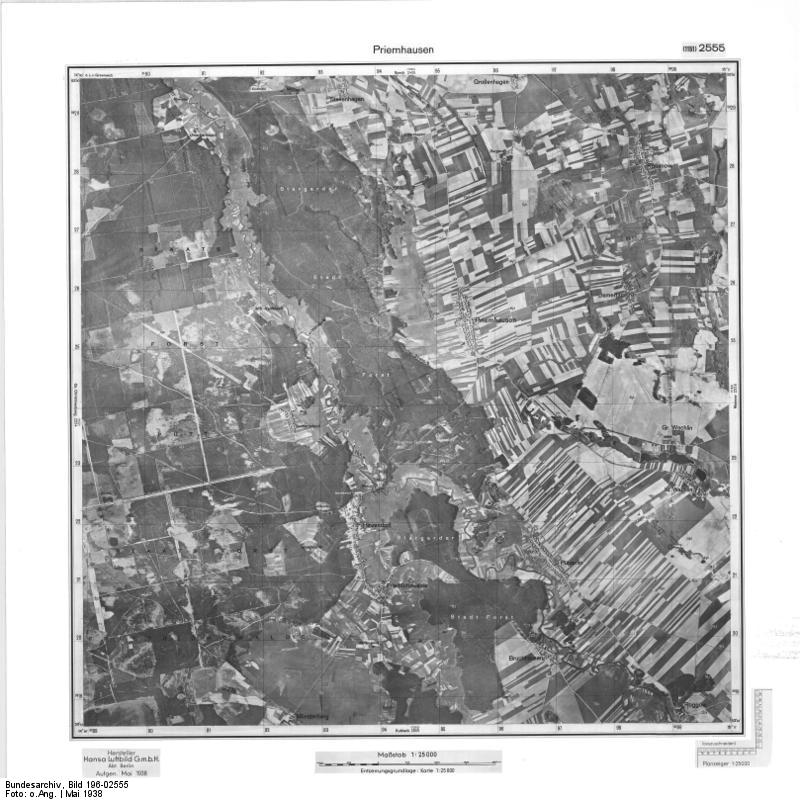
Przemocze w 1938 roku